# George Lambton (2e comte de Durham)
George Frederick D'Arcy Lambton, 2e comte de Durham (5 septembre 1828 - 27 novembre 1879), titré vicomte Lambton de 1833 à 1840, est un pair britannique.

## Biographie
Il est né le 5 septembre 1828 à Copse Hill, à Wimbledon, deuxième fils de John George Lambton et de sa deuxième épouse, Louisa Elizabeth, fille de Charles Grey (2e comte Grey). Il est baptisé à l'église St Mary, à Wimbledon, le 29 septembre de la même année. Il est connu sous son troisième prénom, D'Arcy, le nom de jeune fille d'une ancêtre dont le patrimoine comprenait des terres entourant ce qui deviendra plus tard le château de Lambton. Agé de 11 ans, Lambton hérite du comté de Durham lorsque son père meurt en 1840. Sa mère est décédée des suites d'un refroidissement un peu plus d'un an plus tard. Il fréquente l'Université de Cambridge en 1846.
Lord Durham est Lord Lieutenant de Durham de 1854 à 1879.
Le 19 juillet 1877, le comte de Durham signe un document indiquant qu'un acre de son terrain serait utilisé pour la construction d'une église dans la nouvelle paroisse de Fatfield, l'église St George qui est achevée en 1879 et est construite dans le style gothique anglais.

## Famille
Lord Durham épouse Beatrix Frances Hamilton, fille de James Hamilton (1er duc d'Abercorn), le 23 mai 1854 à St George's Hanover Square. Ils ont treize enfants:
- John Lambton (3e comte de Durham) (19 juin 1855 - 18 septembre 1928)
- Frederick Lambton (4e comte de Durham) (19 juin 1855 - 31 janvier 1929)
- Hedworth Meux (5 juillet 1856 - 20 septembre 1929), amiral de la flotte, marié le 18 avril 1910, Mildred Cecilia Harriet, vicomtesse de Chelsea, fille de Henry Sturt (1er baron Alington). Sans descendance.
- Charles Lambton (3 novembre 1857 - 5 décembre 1949), épouse Lavinia Marion Garforth.
- Beatrix Louisa Lambton (1859 - 12 mars 1944), épouse Sidney Herbert (14e comte de Pembroke).
- George Lambton (23 décembre 1860 - 23 juillet 1945), épouse Cicely Margaret Horner.
- Katherine Frances Lambton (5 septembre 1862 - 6 décembre 1952), épouse George Osborne (10e duc de Leeds).
- William Lambton (officier) (en) (4 décembre 1863 - 11 octobre 1936), marié (son deuxième mari) le 22 avril 1921 à Katherine de Vere Somerset, née Beauclerk, fille de William Beauclerk (10e duc de Saint-Albans). Sans descendance.
- Claud Lambton (4 janvier 1865 - 15 février 1945), épouse Lettice Wormald.
- D'Arcy Lambton Royal Navy (3 juin 1866 - 30 décembre 1954), épouse Florence Ethel Sproule.
- Eleanor Lambton (1868 - 24 avril 1959), épouse Robert Cecil (1er vicomte Cecil de Chelwood).
- Anne Lambton (24 septembre 1869 - 24 février 1922)
- Francis Lambton (18 janvier 1871 - 31 octobre 1914), tué au combat près de Zandvoorde, en Belgique, pendant la Première Guerre mondiale.

La comtesse de Durham meurt le 21 janvier 1871, à l'âge de 35 ans et trois jours à peine après la naissance de son plus jeune enfant. En 1876, Lord Durham a l'œil droit enlevé après avoir été blessé par son fils, Charles, alors qu'il participe à un groupe de tir. Lord Durham meurt le 27 novembre 1879 à 18h05 dans son hôtel particulier situé dans Hill Street, à Mayfair, à l'âge de 51 ans. Son fils jumeau John, son aîné, lui succède au comté. Le comte et la comtesse et certains de leurs enfants sont enterrés dans l'église de St Barnabas, Burnmoor, que le comte a construite à ses frais lors de la création de la paroisse en 1867.